# What Do You Want from Me (píseň, Pink Floyd)
„What Do You Want from Me“ je druhá píseň z posledního studiového alba anglické progresivně rockové skupiny Pink Floyd The Division Bell z roku 1994. Píseň napsali klávesista Richard Wright, kytarista David Gilmour a jeho manželka Polly Samson.

## Sestava
- David Gilmour – kytara, zpěv
- Richard Wright – Hammondovy varhany, syntezátor
- Nick Mason – bicí
- Jon Carin – klávesy
- Guy Pratt – baskytara